# Sanctuaire de faune de Phu Khieo
Le sanctuaire faunique de Phu Khieo ou sanctuaire de faune de Phu Khiao (thaï : เขตรักษาพันธุ์สัตว์ป่าภูเขียว) est une aire protégée au nord-est de la Thaïlande. Fondé en 1972[réf. nécessaire], ce sanctuaire d'une superficie de 1 560 km2 est compris dans le complexe forestier d'Isan ouest et est exempt de toute présence permanente de l'homme. 
Le biotope principal est composé d'une forêt mixte d'arbres à feuillage persistant.

## Faune
La brochure du sanctuaire de faune de Phu Khiao recense la présence de 419 espèces d'oiseaux, 111 espèces de mammifères, 110 espèces de reptiles, 45 espèces d'amphibiens et 76 espèces de poissons d'eau douce.

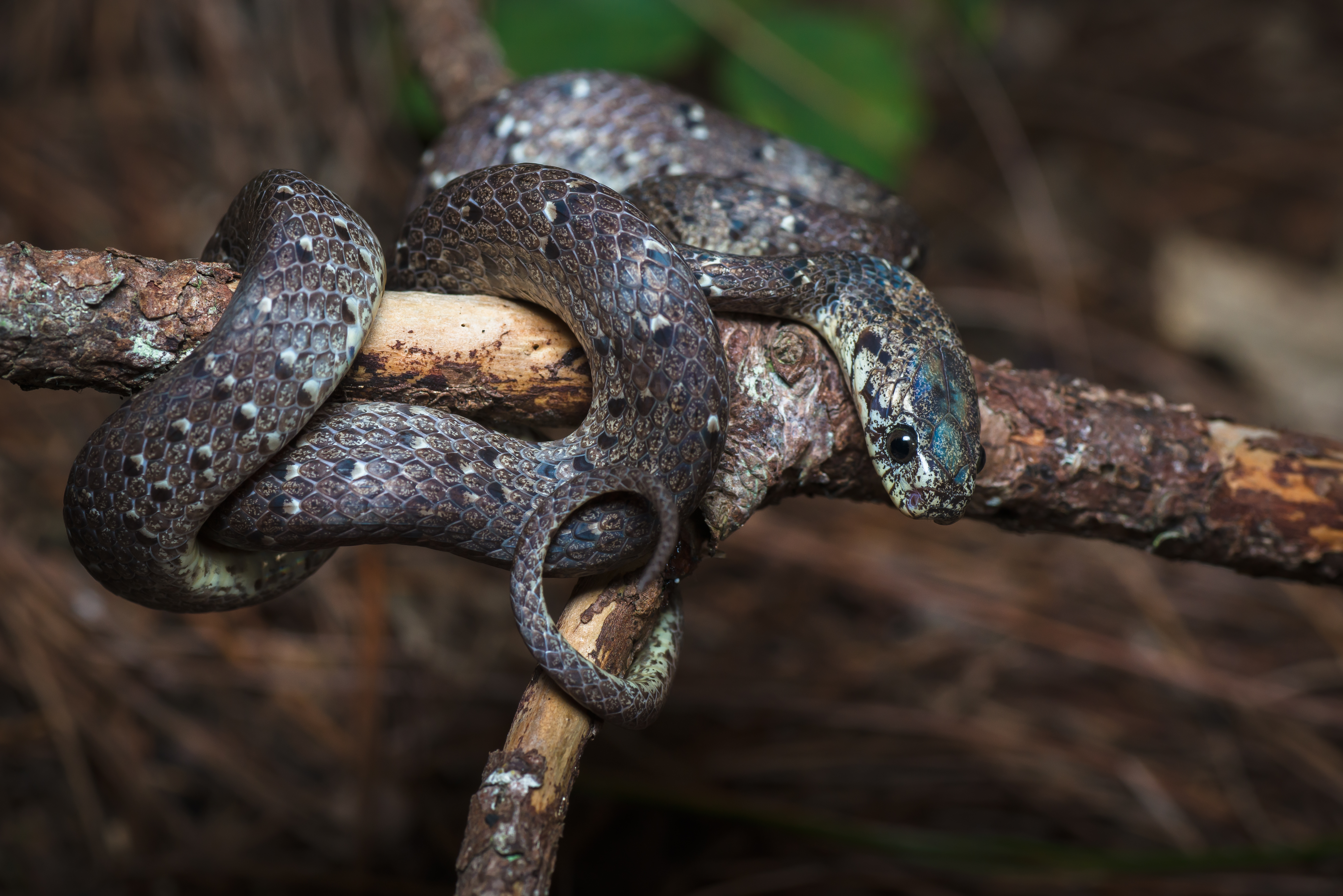
Pareas margaritophorus (Pareas macularius)

Le site de thainationalparks décrit 255 espèces d'oiseaux, 45 espèces de mammifères, 3 espèces de tortues, 7 espèces de lézards, 21 espèces de serpents et 10 espèces d'amphibiens.

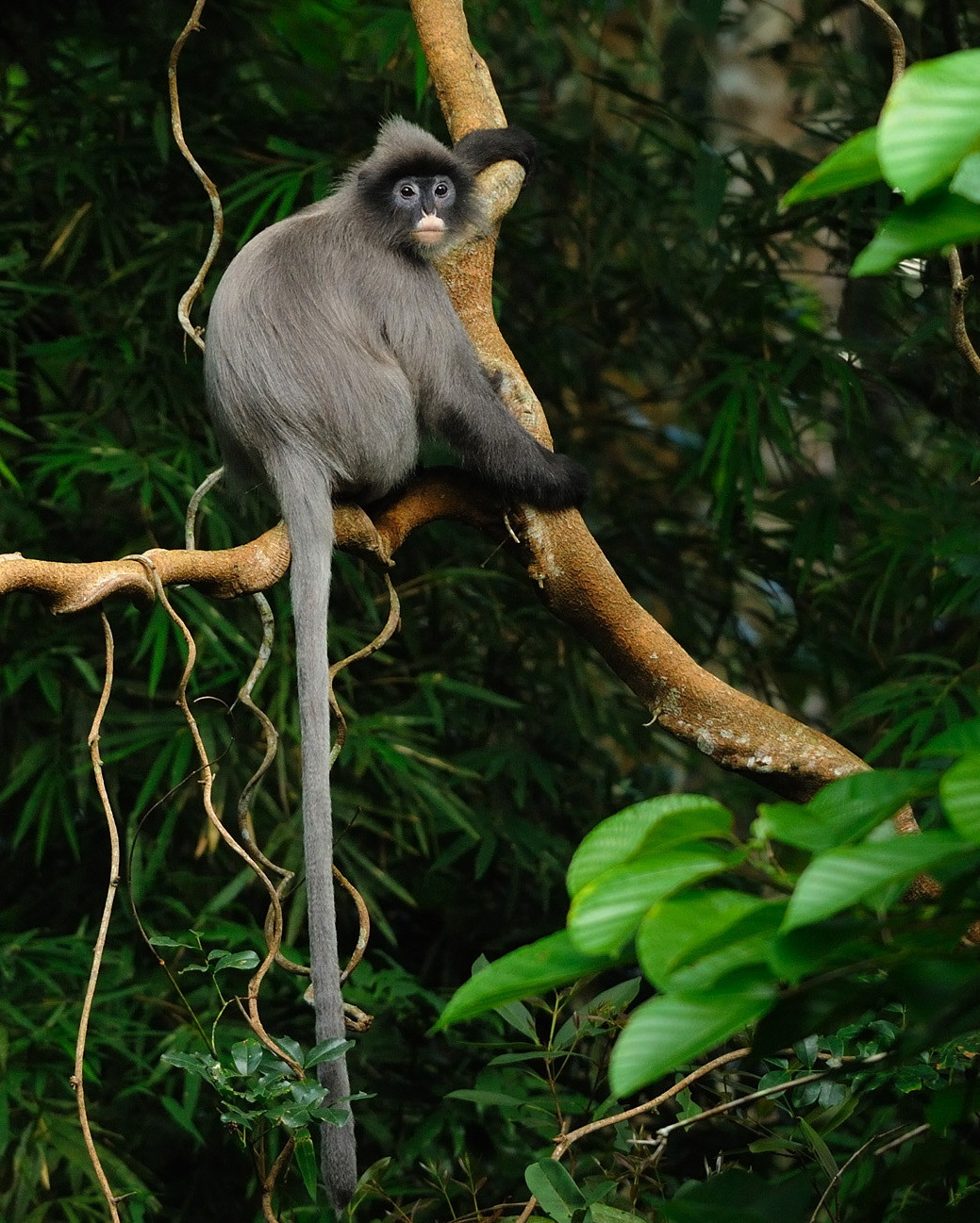
Semnopithèque de Phayre

De 1998 à 2002, des pièges photographiques ont été posés : ils ont pris 1224 photographies sur lesquelles on observe 33 espèces d'animaux. Les animaux les plus abondants sont le cerf aboyeur muntjak, le cerf sambar, l'éléphant d'Asie, le buffle sauvage gaur, le coq sauvage bankiva et le faisan prélat. Les autres animaux photographiés plutôt rares sont : la grande civette d'Inde et la civette palmiste hermaphrodite, le blaireau asiatique et la martre à gorge jaune ; le macaque à queue de cochon du Nord ; le porc-épic athérure malais et le porc-épic de Malaisie ; le pangolin javanais ; le petit cerf-souris ; le rat des bambous ; le varan malais ; le chien sauvage d'Asie dhole ; l'ours noir d'Asie et l'ours malais ; le chat-ours ; ainsi que la panthère nébuleuse, le chat doré d'Asie, le chat-léopard et le tigre d'Indochine.

Il y a aussi plus de 200 cerfs cochons en liberté, souvent en hardes.

Cerf cochon
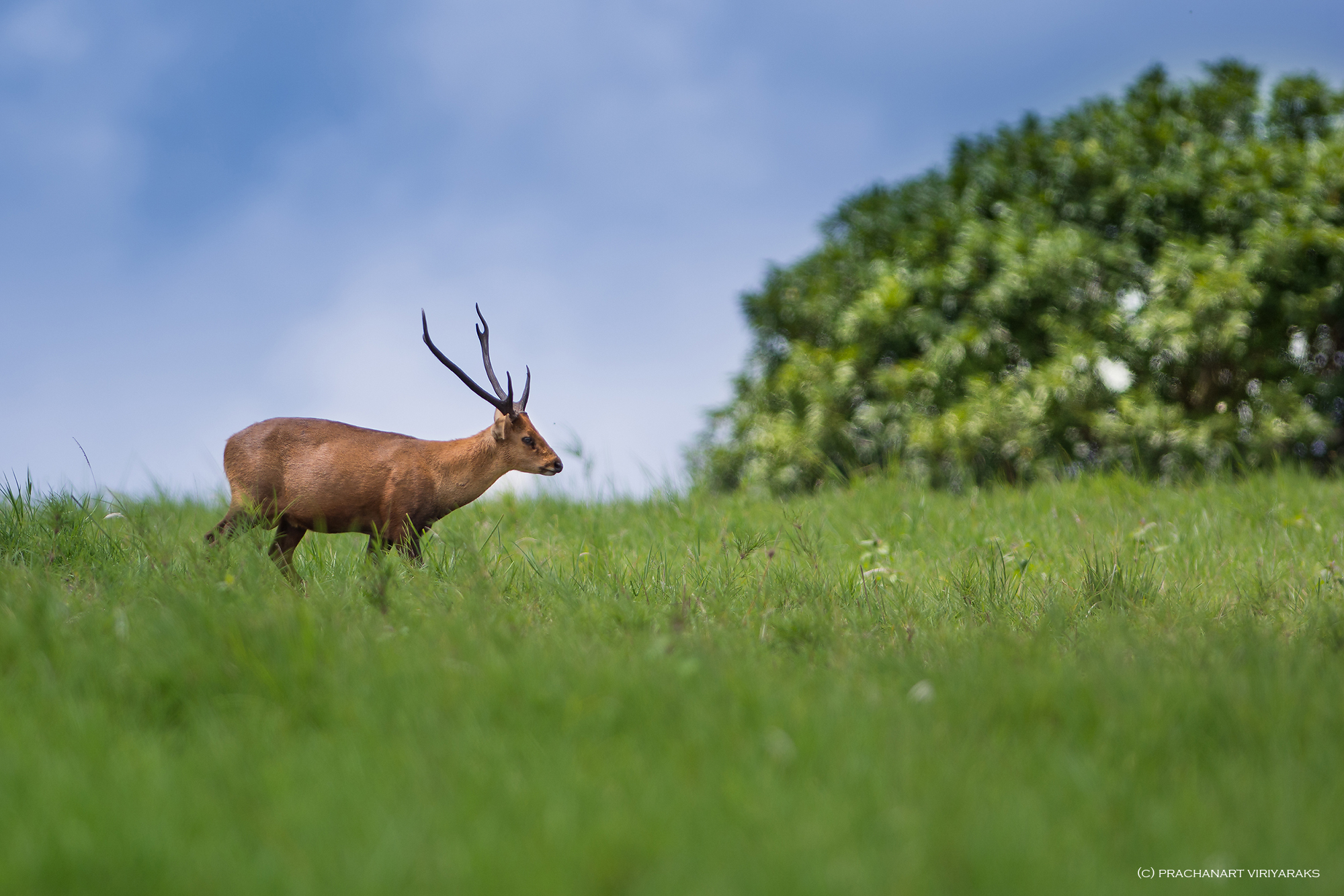
Cerf
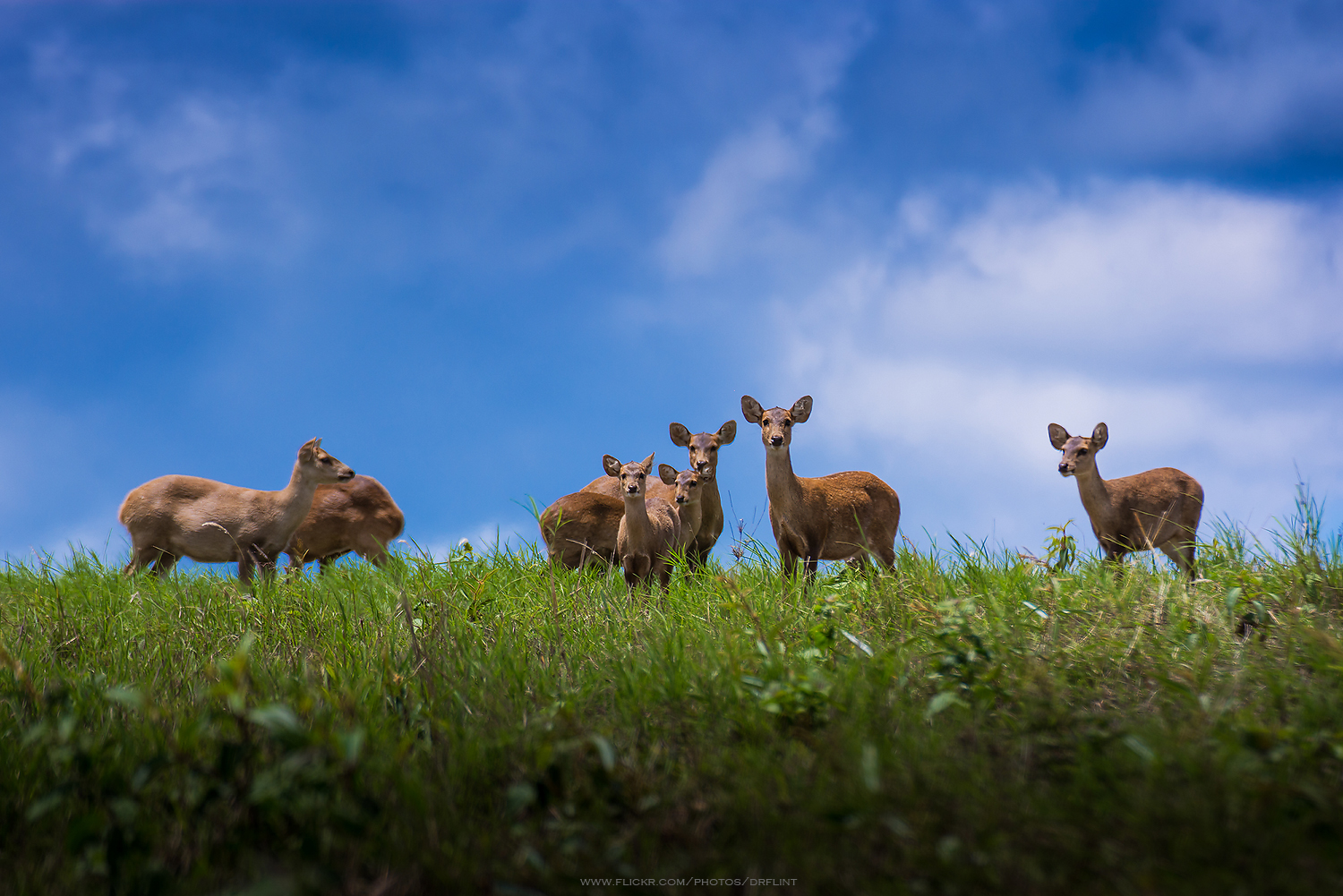
Biches
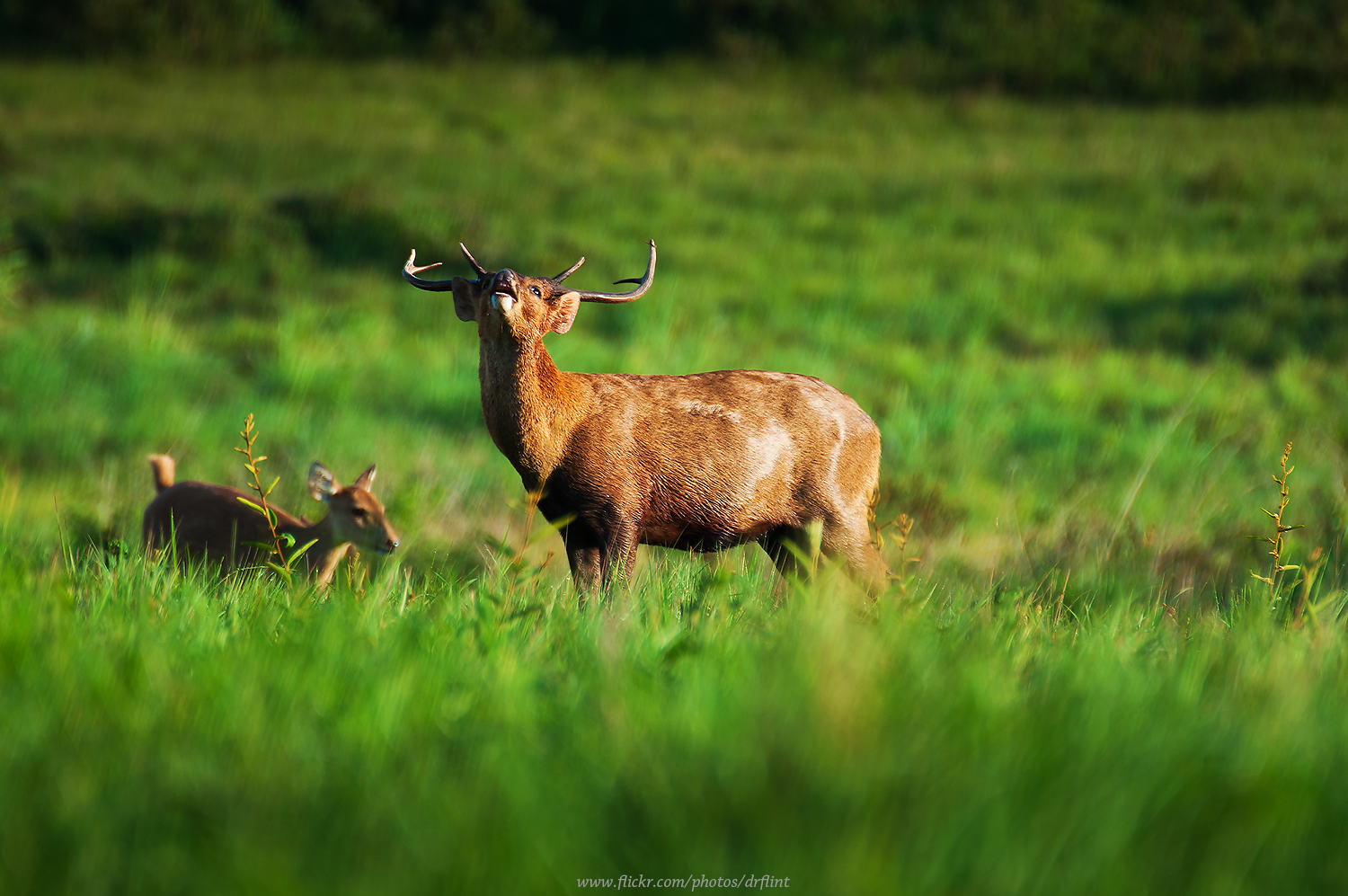
Cerf et biche

Il est possible que le rhinocéros de Sumatra ait été présent dans ces forêts.

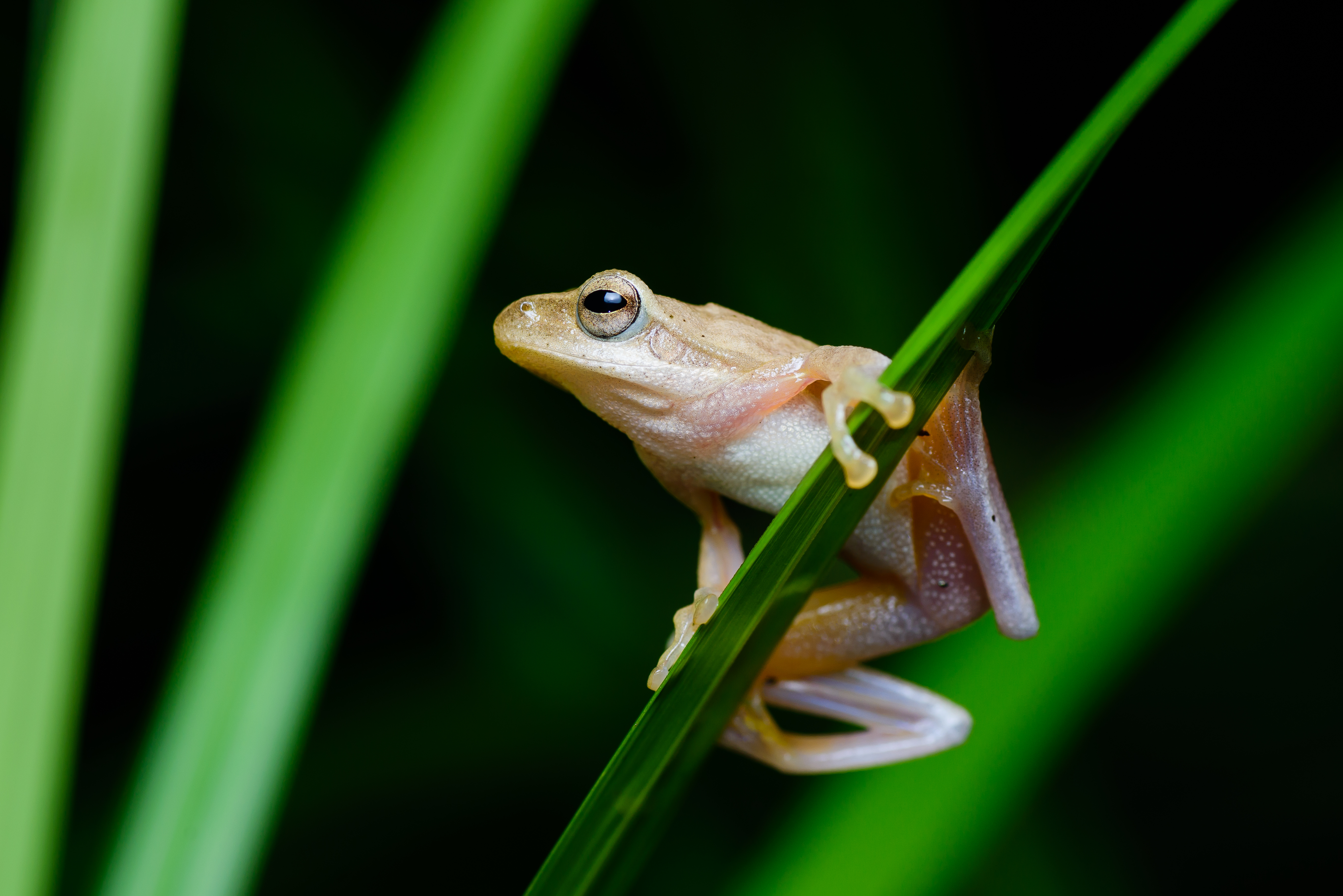
Grenouille Chiromantis doriae